# Krzyżowice (powiat brzeski)
Krzyżowice (niem. Kreisewitz) – wieś w Polsce położona w województwie opolskim, w powiecie brzeskim, w gminie Olszanka.
W latach 1950–1998 (także po 1975) miejscowość należała administracyjnie do województwa opolskiego.

## Nazwa
Nazwa miejscowości wywodzi się od polskiej nazwy "krzyż". Górnośląski pisarz i ksiądz,  Konstanty Damrot w swojej pracy o śląskim nazewnictwie z 1896 roku wydanej w Bytomiu wymienia dwie nazwy: w obecnie obowiązującej, polskiej formie "Krzyżowice" oraz w niemieckiej "Kreisewitz". Podaje także dwie wcześniejsze zlatynizowane nazwy z łacińskich dokumentów: z 1288 Crisovicz, 1493 Criczowitz.

## Zabytki
Do wojewódzkiego rejestru zabytków wpisane są:
- kościół fil. pw. Wniebowzięcia Najświętszej Marii Panny, murowano-szachulcowy, pierwsze wzmianki pochodzą z 1376 roku, kiedy wspomina się o kaplicy. Najprawdopodobniej następnie przerobiona w XV wieku na kościół, kiedy to wzniesiono prezbiterium. W 1580 roku dobudowano wieżę. Stalle z XVII wieku z malowaną dekoracją. Zwieńczenie ołtarza o tematyce Ukrzyżowania. Zachowane freski ze średniowiecza.
  - otoczenie (w granicach działki),
  - ogrodzenie
- dawny zajazd, z XIX w.

## Szlaki turystyczne
- Brzeg - Krzyżowice - Gierszowice - Olszanka - Pogorzela - Jasiona - Michałów - Lipowa - Przylesie Dolne - Grodków